# Хіраока Таку
Хіраока Таку (яп. 平岡 卓, 29 жовтня 1995) — японський сноубордист, олімпійський медаліст.  
Бронзову олімпійську медаль Хіраока виборов на іграх у Сочі в змаганнях із хафпайпу.

## Зовнішні посилання
- Досьє на FIS-Ski.com